# Тюайон, Луи
Луи́ Тюайо́н (нем. Louis Tuaillon; 7 сентября 1862, Берлин — 21 февраля 1919, Берлин) — немецкий скульптор.

## Биография

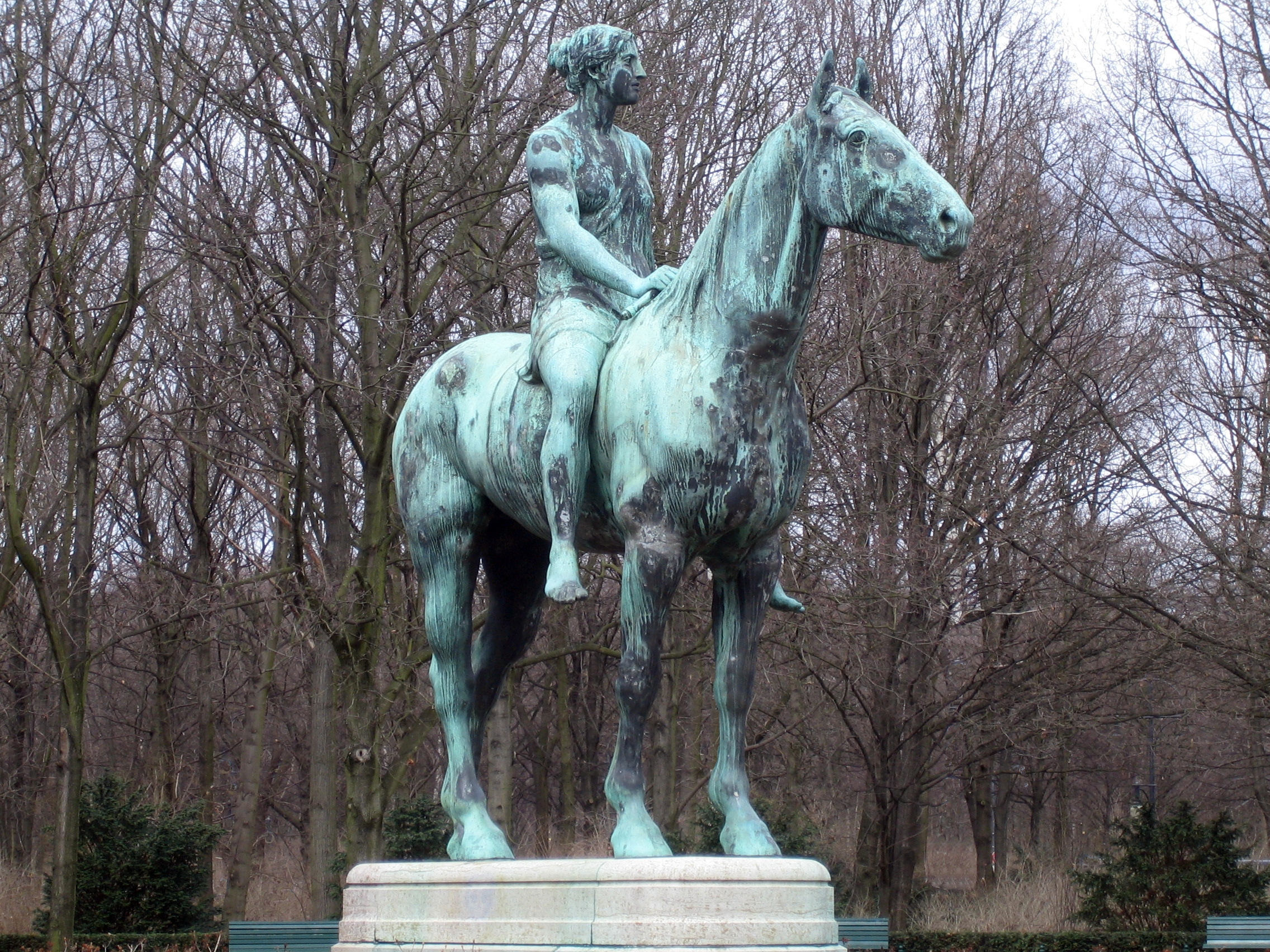
Амазонка, Берлин, Большой Тиргартен

Луи Тюайон в 1879—1881 годах учился в Высшей школе искусств в Берлине, в 1882—1883 годах являлся мастером-учеником в ателье скульптора Рейнгольда Бегаса. В 1884 году Туальон приехал в Вену и работал следующие два года в мастерской Рудольфа Вейра. 1885—1903 годы скульптор провёл в Риме. Здесь между 1890 и 1895 он создаёт свой шедевр — бронзовую конную статую «Амазонки», демонстрировавшуюся в 1898 году перед берлинской Старой национальной галереей (копия её установлена в Большом Тиргартене.
С 1902 года Луи Тюайон участвовал в художественном движении Берлинский сецессион, был близко знаком с другим крупным немецким скульптором, Георгом Кольбе. В 1906 году Тюайон был назначен профессором Берлинской художественной академии; с 1907 года руководил ателье мастеров по скульптуре. С 1910 года Л.Тюайон — почётный доктор искусств Берлинского университета в Берлине. Скульптор считается одним из предшественников стиля модерн в берлинской школе зодчества.

## Галерея

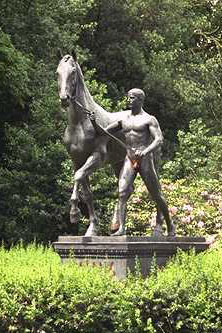
Ведущий коня, Бремен
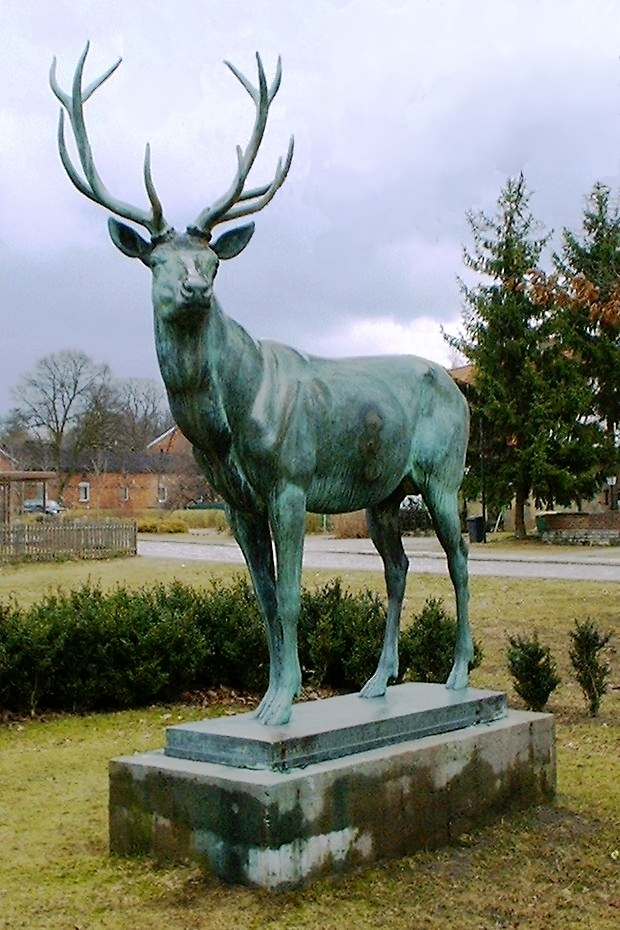
Олень, Барним
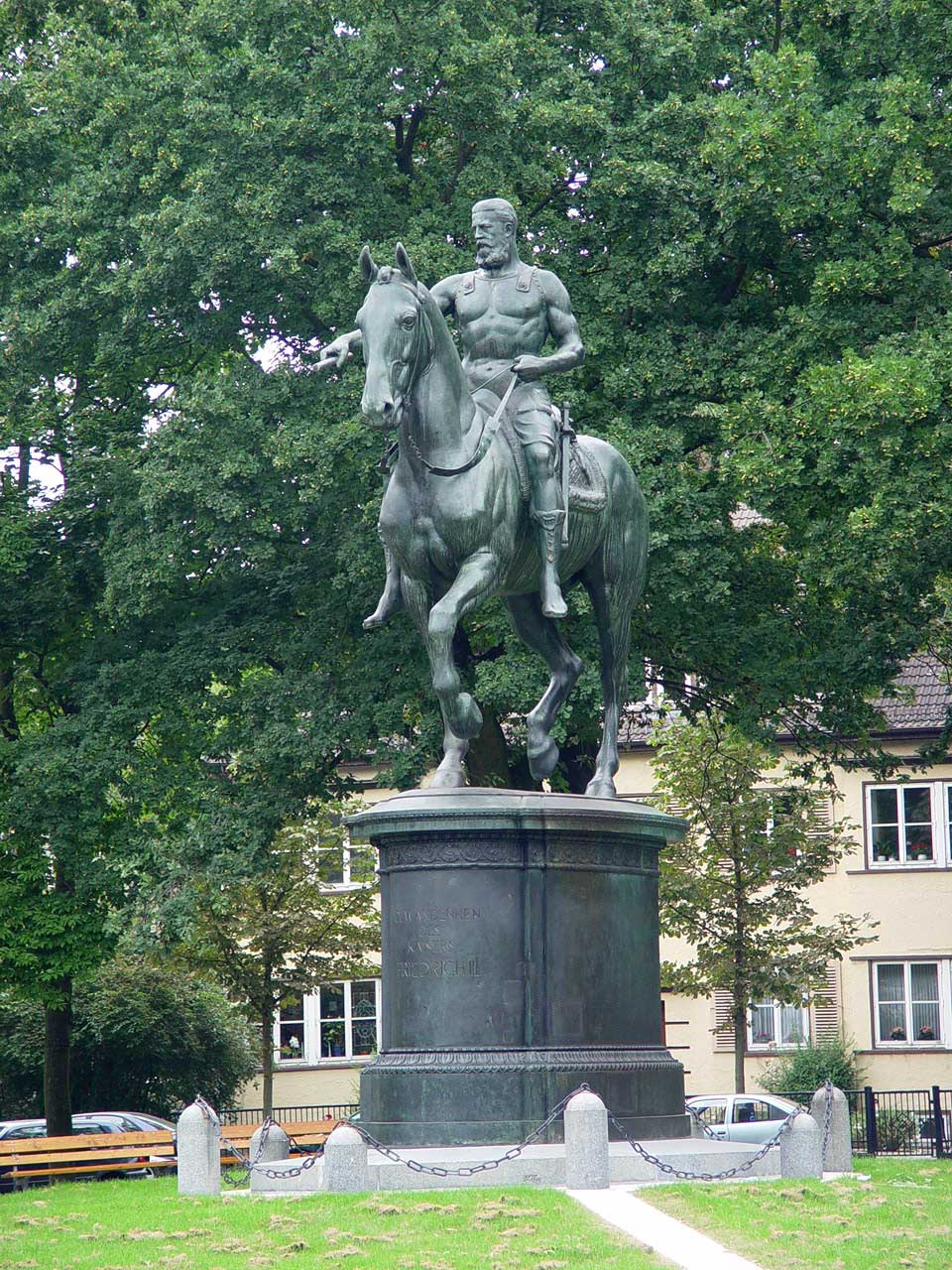
Памятник Фридриху III, Бремен
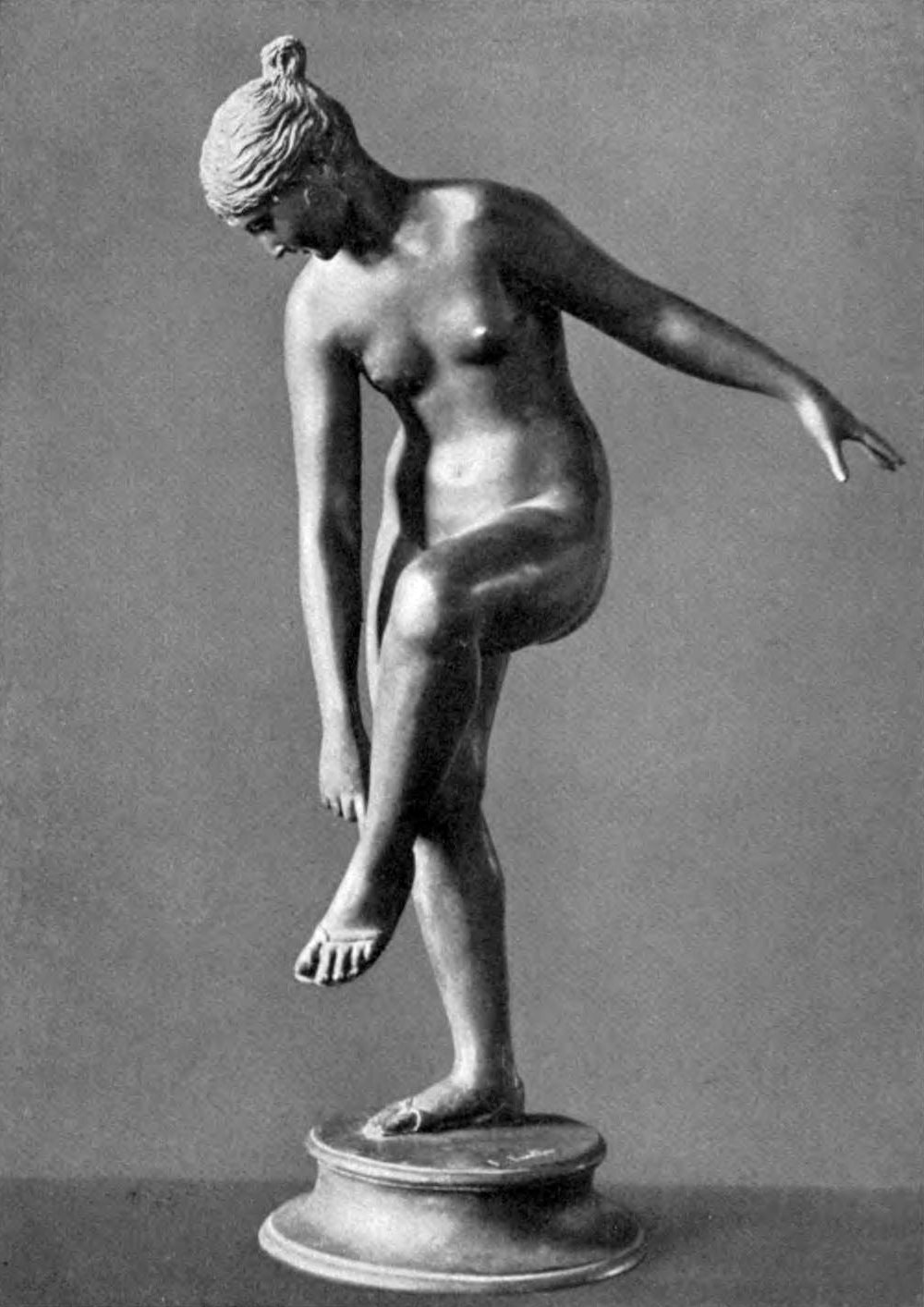
Девушка, надевающая сандалии